# Lees Ferry

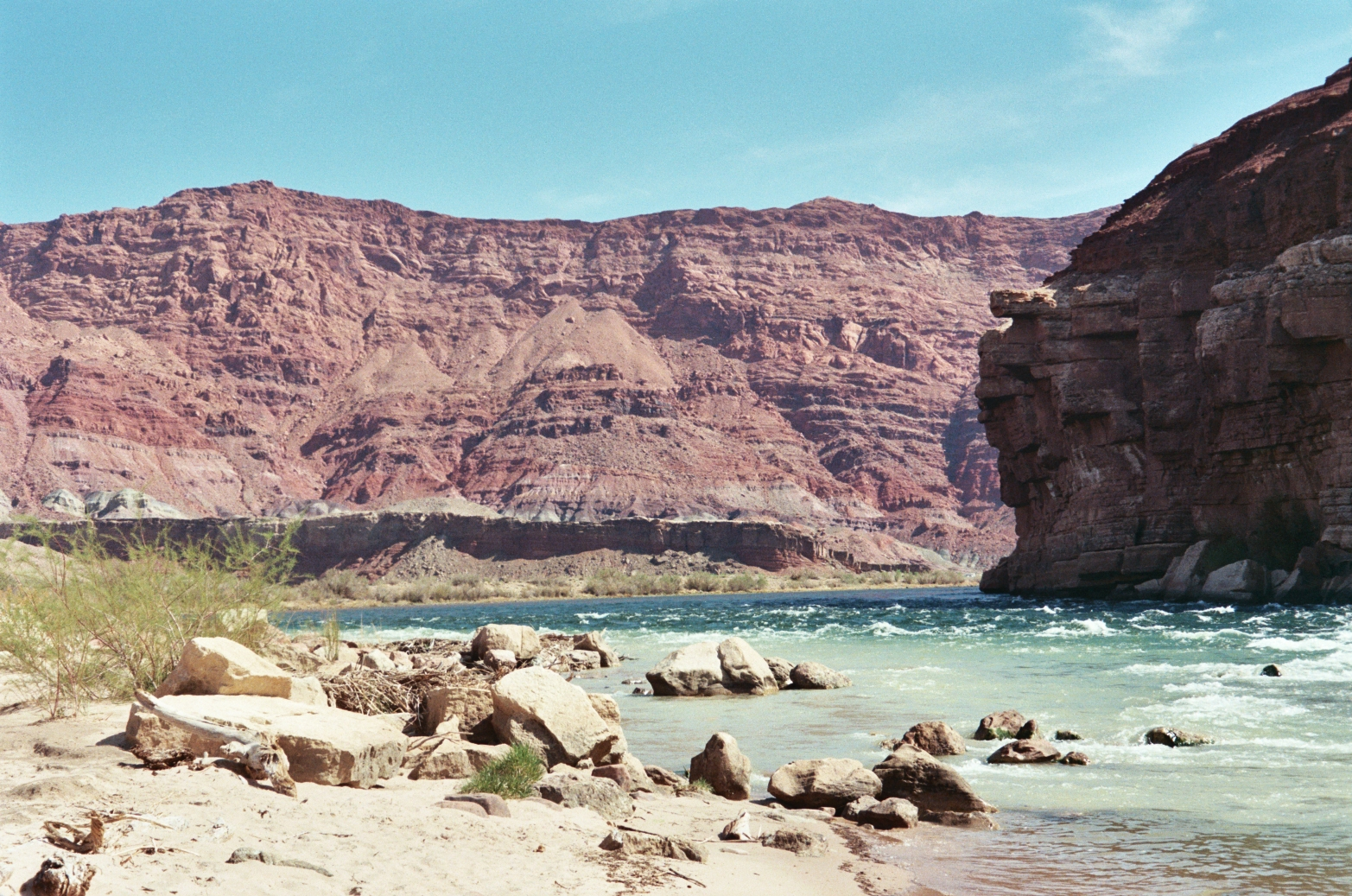
Der Colorado River von Lees Ferry

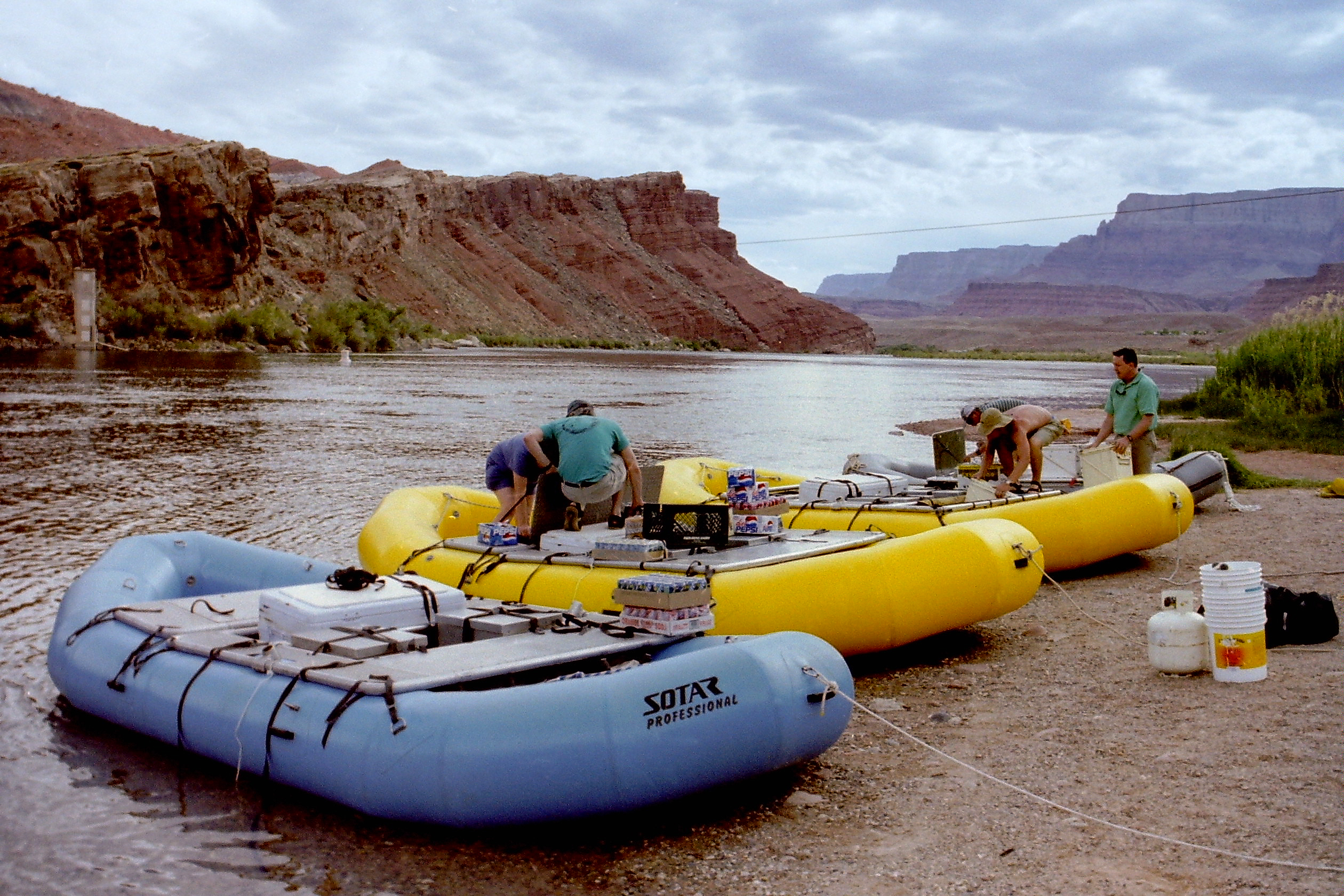
Schlauchboote werden bei Lees Ferry zu Wasser gelassen

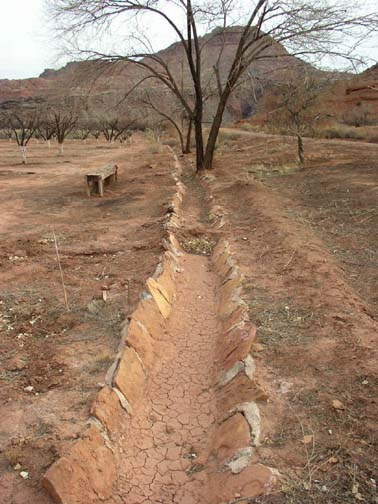
Mit Steinen befestigter Bewässerungsgraben der Farm

Lees Ferry, auch Lee Ferry oder Lee’s Ferry, ist eine Ansiedlung am Colorado River im Coconino County, Arizona. Historisch war dort einer der frühesten Übergänge am Fluss, inzwischen hat der Ort fast nur noch Bedeutung als Start von Boots- und Rafttouren auf dem Colorado im Grand-Canyon-Nationalpark. Lees Ferry liegt auf einer Höhe von 960 m über dem Meer, nahe der Mündung des Paria Rivers in den Colorado, unterhalb der tiefroten Vermilion Cliffs. Heute sind Fluss und Standort geprägt vom Einfluss der oberhalb errichteten Talsperre Glen Canyon Dam. Lees Ferry liegt innerhalb des Glen Canyon National Recreation Area und ca. 12 km südwestlich der Stadt Page. Es ist über eine Stichstraße vom U.S. Highway 89A zu erreichen, die als Lee's Ferry Road bezeichnet wird.

## Geschichte
Der Flussübergang bei Lees Ferry wurde traditionell von den Navajo und anderen Indianervölkern der Region genutzt. Es ist eine der wenigen Stellen in diesem Abschnitt des Colorados, wo beide Ufer des weitgehend in einem Canyon verlaufenden Flusses vom Hochplateau aus erreichbar sind. Daher hatte er eine besondere Bedeutung für die Verbindung des Arizona Strip und des südlichen Utah nördlich des Flusses mit dem Rest des heutigen Arizona südlich des Colorado.
Die spanische Domingues-Escalante-Expedition von 1775/76 brachte die ersten Weißen in die Region. Sie überquerten den Colorado an der später nach ihnen benannten Crossing of the Fathers weiter flussaufwärts, zogen dann am Nordufer des Flusses weiter und kamen so auch an das spätere Lees Ferry. Eine Besiedlung der Region durch Weiße fand erst durch Mormonische Pioniere statt, nachdem die Kirche Jesu Christi der Heiligen der Letzten Tage 1847 Salt Lake City gegründet hatte und in den folgenden Jahrzehnten den Südwesten der Vereinigten Staaten erschloss. Der Missionar und Kirchenführer Jacob Hamblin hat den Flussübergang am späteren Lees Ferry 1869 benutzt, 1871–72 machte John Wesley Powell auf seiner Boots-Expedition auf dem Colorado an dieser Stelle einen längeren Zwischenstopp, erkundete die Region und legte ein Proviant-Depot an.
John D. Lee kam 1871 an den Ort, der heute seinen Namen trägt. Er war 1857 am Mountain Meadows Massacre beteiligt gewesen, einer Gewalttat von Mormonen an friedlichen Siedlern im Rahmen des Utah-Kriegs, den die Mormonen gegen die Vereinigten Staaten führten. Für seine Rolle wurde er aus der Kirche exkommuniziert und erhielt zur Buße den Auftrag, sich am für die Kirche wichtigen Flussübergang anzusiedeln. Seine kleine Farm am Ausgang des Paria Canyons nannte er Lonely Dell, einsames Tal, was zu seinem Exil passte. Auch den Paria River benannte er danach, wie er seine Rolle wahrnahm. Er begann mit dem von Powell zurückgelassenen Boot Nellie einen Fährbetrieb, der als Paria Crossing bekannt wurde. Damit unterhielt er die einzige Fähre auf rund 800 Flusskilometern. Die Kirche bezahlte ihm den Bau eines größeren Bootes namens Colorado, das aber schon bald im reißenden Fluss beschädigt wurde und verloren ging. Bereits im folgenden Jahr 1872 floh Lee nach Nevada, weil die US-Armee ihn wegen des Massakers suchte. Der Fährbetrieb ging weiter, betrieben von seinen Frauen und Kindern. Lee hatte gemäß der traditionellen mormonischen Polygamie 19 Frauen und nachweislich mindestens 56 Kinder. Er wurde 1877 gefangen genommen, zum Tode verurteilt und an den Ort des Massakers überstellt, wo er erschossen wurde. Nach seinem Tod verkaufte die von seiner Frau Emma geführte Familie die Fähre gegen 1000 Milchkühe an die Kirche, die den Betrieb bis 1910 führte.
1874 wurden auf Betreiben Hamlins am Flussübergang feste Gebäude errichtet, um Navajos daran zu hindern, dort den Colorado zu queren und ihre gefürchteten Überfälle auf die mormonischen Siedler zu begehen. Die ersten Bauten waren ein Fort und ein Handelsposten. Ab 1879 gab es ein Postamt unter dem Namen Lees Ferry, womit dieser amtlich wurde. Um 1900 errichtete Charles D. Spencer Bauten für ein Bergwerksunternehmen in der Region, von Lees Ferry ging die weitere Besiedlung mit Farmen und Bergwerken Anfang des 20. Jahrhunderts aus. 1910 kaufte das County die Fähre und 1928 wurde die Navajo Bridge weiter südlich über den Colorado eröffnet; eine Bogenbrücke hoch über dem Fluss. Die Fähre verlor sofort ihre Bedeutung und wurde eingestellt. Lees Ferry lag nicht mehr am wichtigsten Übergang auf 800 Flusskilometern, sondern an einer bedeutungslosen Stichstraße tief im Canyon.
Als 1964 der Glen Canyon Dam fertiggestellt wurde, konnten die Bootsfahren auf dem Colorado nicht mehr in Page starten. Daher wurden sie zum besten Flusszugang weiter abwärts verlegt und starten bis heute in Lees Ferry. Wenig unterhalb von Lees Ferry schließt der Grand-Canyon-Nationalpark an das Glen Canyon National Recreation Area an. Der erste Abschnitt ist der Marble Canyon, der als der sehenswerteste Flussteil im Grand Canyon gilt. Neben der Bootsrampe gibt es einen Campingplatz. Außerdem wird der Flusszugang von Anglern genutzt. Von Bedeutung ist auch der amtliche Pegel des Colorado River, dessen Wasserstand über die Verteilung des Flusswassers unter die sieben Anrainerstaaten entscheidet.
Lees Farm Lonely Dell und die historischen Gebäude am Flussübergang sind seit dem 4. November 1997 als Historic District im National Register of Historic Places eingetragen, während das in der Nähe am Ufer liegende  Wrack des Dampfschiffs Charles H. Spencer, das nach dem Bergwerksbetreiber benannt ist, bereits seit dem 15. Oktober 1989 als historische Stätte gelistet war.